# 2016년 북반구 폭설 및 한파
2016년 북반구 폭설 및 한파는 2016년 1월 이후 북반구 전역에서 일어난 폭설 및 한파 사태이다.

## 원인
북극 제트 기류는 북극권의 차가운 공기가 남하하지 못하도록 막는 역할을 한다. 이 제트기류는 강약이 바뀌는 북극진동을 하는데, 2016년 1월 들어 제트 기류가 약해지는 형태를 보이면서 남하하면서 북반구에 한파를 가져왔다.

## 유럽
1월 4일, 세르비아의 다뉴브강 저지 지역에 폭설이 내리고 최저온도가 영하 12도까지 내려가는 한파를 겪었다. 또한, 이날 폴란드에도 평균 기온 영하 4도 정도에서 영하 18도 이하로 내려가는 한파가 일어나 40명 이상이 사망했다. 또한 난방기구를 이용하던 도중 질식사한 사람도 29명이나 되었다.
1월 11일, 모스크바를 포함한 러시아 서부 지역에 눈폭풍이 불고 25cm가 넘는 폭설이 내려 주요 간선도로가 폐쇄되었다.
1월 17일, 루마니아 남부 지역에 강풍을 동반한 눈보라가 내려 16개 간선도로와 A2 고속도로, 콘스탄차를 포함한 3개 항구가 폐쇄되었다. 부쿠레슈티 지역에만도 대략 50cm의 눈이 쌓였으며, 헨리 코안더 국제공항에 이착륙하는 항공편도 지연을 겪었다. 또한 강한 눈폭풍으로 전기가 끊어저 6개 주 17,000명의 사람들이 전기와 난방이 끊기는 피해를 입었다. 이로 인해 11월부터 1월까지 동상 사망자수는 79명으로 급격히 증가했다. 이날 불가리아 북부와 중부에도 최고 38cm가 넘는 적설량의 강한 눈보라가 덮쳐 1,000개 마을에 전기가 끊겨 10,000여명이 피해를 입었고, 소피아에서 몬타나로 이어지는 고속도로가 폐쇄되었다. 그 외에도 체코, 폴란드, 크로아티아, 세르비아에도 폭설이 내렸다.
이날 터키 북서부에서도 폭설이 내려 이스탄불을 이착륙하는 항공기 250편이 결항되었고, 학교가 휴교하였다. 터키 남부 지역에서는 폭우 및 홍수 주의보가 내려졌다.
1월 18일, 독일, 폴란드, 체코 전역에 다시 폭설이 내렸다. 스위스에는 50cm가 넘는 기록적인 폭설이 내렸으며, 불가리아의 소피아에서도 40cm 넘게 내려 3일 치 눈이 몇 시간만에 쏟아졌다.
1월 19일, 러시아와 우크라이나 지역에 폭설이 내렸다. 우크라이나 전역의 평균 기온이 영하 23도, 최저 영하 30도까지 내려가면서 37명이 사망하였다. 또한 키예프와 리비우를 연결하는 고속도로가 폐쇄되었다. 오데사 지역은 갑작스런 한파로 2명이 사망하였으며, 이곳을 이착륙하는 여객기들이 모두 결항되었다.